# Udea berberalis
Udea berberalis is een vlinder uit de familie van de grasmotten (Crambidae), uit de onderfamilie van de Spilomelinae. De wetenschappelijke naam van deze soort is voor het eerst voorgesteld als Phlyctaenia berberalis door William Barnes en James Halliday McDunnough in een publicatie uit 1918.
De soort komt voor in Californië.